# 1808 Беллерофон
1808 Беллерофон (1808 Bellerophon) — астероїд головного поясу, відкритий 24 вересня 1960 року.
Тіссеранів параметр щодо Юпітера — 3,323.